# Krzysztof Lang
Krzysztof Ignacy Lang (Varsavia, 2 giugno 1950) è un regista e sceneggiatore polacco.

## Biografia
Si è laureato in chimica all'Università di Varsavia e nel 1981 presso la facoltà di cinema e televisione dell'Università della Slesia. Si occupa di lungometraggi, documentari, cortometraggi e film storici. 
Ha diretto 13 spettacoli teatrali televisivi.

## Filmografia

### Lungometraggi
- 1979 - Klincz - assistente alla regia
- 1983 - Wierna rzeka - collaborazione del regista
- 1984 - Remis - regista sceneggiatore
- 1991 - Papierowe małżeństwo - regista, sceneggiatore
- 1993 - Ewangelia według Harry’ego (Il Vangelo secondo Harry) - aiuto regista
- 1995 - Prowokator (Il provocatore) - nomination per il premio Złote Lwy - Golden Lions
- 2000 - Strefa ciszy (Zona di silenzio) - nomination per il premio Złote Lwy - Golden Lions
- 2009 - Miłość na wybiegu (Amore in passerella) - regista
- 2010 - Śniadanie do łóżka (Colazione a letto) - regista
- 2015 - Słaba płeć? - regista[2]
- 2017 - Ach śpij kochanie (Ah dormi dolcezza) - regista[3]

### Cortometraggi e documentari
- 1982 - Rozmowa 1982
- 1985 - Petrochemia
- 1985 - Gdybyś przyszedł pod tę ścianę
- 1985 - Troszkę dobrze
- 1987 - K2
- 1988 - Requiem
- 1988 - Twarde lądowanie
- 1988 - Tango Aconcagua
- 1988 - Ludzie na Baltoro
- 1992 - Kabaret pod Egidą
- 1992 - Palec historii, czyli historia palca Narożniaka Jana
- 1993 - Lisowczycy
- 1994 - Powstanie Warszawskie 1944
- 1996 - Adampol - Polonezkoy
- 1996 - Historia opozycji
- 1997 - Paradajz
- 1998 - Egzarcha Stefan
- 1999 - Danczo i monastery, Reżyseria: Yves Goulais
- 2000 - Klinika cudów
- 2000 - Kobiety prowincjonalne
- 2001 - Paryż Władysława Lubomirskiego
- 2001 - Klątwa skarbu Inków
- 2002 - Adrenalina
- 2003 - Prawdziwe psy - Krzysiek i Sławek
- 2004 - Witajcie w domu
- 2005 - Przestrzenie Banacha
- 2008 - Obrona Lwowa (documentario)

### Serie TV
- 1999 - 2000 - Lot 001 - regia degli episodi  1, 3, 4, 6, 8, 10
- 1999 - 2000 - Trędowata - regia degli episodi 14, 15
- 2000 - Klinika cudów
- 2001 - Prawdziwe psy
- 2002 - 2003 - Gorący Temat - regista e. 13-16
- 2003 - Bao-Bab, czyli zielono mi - diretto da e. 2-5, 7, 11-12
- 2004 - 2006 - Fala zbrodni - regia degli episodi 15, 16, 17, 18, 19, 20, 21, 22, 23, 24, 25, 26, 27, 28, 29, 30, 31, 32, 33, 44, 45, 46, 47, 50
- 2005 - Dziki 2: Pojedynek - regia
- 2007 - Prawo miasta - direttore
- 2005 - 2007 - Magda M. - regia degli episodi 23-45
- 2008 - Wydział zabójstw - regia degli episodi 1, 4, 7-9, 12-14, 16, 18, 20, 24-25, 29-30, 35-40, 42, 44
- 2012 - Komisarz Alex - regia stagione 2.

### Ruoli di recitazione
- 1991 - Tak tak- come medico in sala parto
- 1993 - Pora na czarownice - come regista di reportage sui senzatetto della Stazione Centrale
- 1993 - Balanga - come poliziotto
- 2008 - Omicidio - nel ruolo del regista Bronek Kornacki

## Premi
- 1992 - Łagów (Lubuskie Film Summer) Silver Circle per un Papierowe małżeństwo